# Rivière Marrias (vattendrag i Kanada, lat 48,05, long -77,42)
Rivière Marrias är ett vattendrag i Kanada.   Det ligger i provinsen Québec, i den sydöstra delen av landet, 300 km norr om huvudstaden Ottawa.
I omgivningarna runt Rivière Marrias växer i huvudsak blandskog. Runt Rivière Marrias är det ganska tätbefolkat, med 60 invånare per kvadratkilometer.